# Yakoruda (huyện)
Yakoruda là một huyện thuộc tỉnh Blagoevgrad, Bungaria. Dân số thời điểm năm 2001 là 11109 người.